# Skylab VII
Skylab VII é o sétimo álbum de estúdio do cantor brasileiro Rogério Skylab, e também o sétimo de sua série de dez álbuns epônimos e numerados. Foi lançado de forma independente em 2007, e contou com participações dos músicos Maurício Pereira (vocalista e saxofonista da dupla Os Mulheres Negras), Zé Felipe e Marlos Salustiano (respectivamente baixista e tecladista da atualmente extinta banda experimental Zumbi do Mato), coautores de algumas das canções junto a Skylab.
Skylab e Zé Felipe viriam a trabalhar no álbum colaborativo Rogério Skylab & Orquestra Zé Felipe dois anos depois. Em 2024, "A Irmã da Minha Mulher" e "Vou, Vou, Vou" foram regravadas para Trilogia do Fim, Vol. 2.
O álbum pode ser baixado gratuitamente no site oficial de Skylab.

## Recepção
Escrevendo para o Scream & Yell, Marcelo Costa deu ao álbum uma nota positiva de 8,5 de 10, elogiando em particular as faixas "Qual Foi o Lucro Obtido?", "Dá um Beijo na Boca Dele", "A Irmã da Minha Mulher", "O Primeiro Tapa É Meu" e "Ei, Moço, Já Matou uma Velhinha Hoje?". Ele também afirmou jocosamente que, "em comparação, Skylab faz Marilyn Manson parecer Junior Lima".
O álbum foi indicado ao Prêmio Dynamite de Música Independente, na categoria "Melhor Álbum de Rock", em 2008, mas acabou perdendo para Todos os Tempos, da banda Cachorro Grande. O site La Cumbuca incluiu Skylab VII em 110º lugar em sua lista dos 200 Melhores Discos Nacionais dos Anos 2000; Skylab II, IV e V também apareceram na lista, em 24º, 42º e 71º lugar, respectivamente.

## Faixas
Todas as faixas escritas e compostas por Rogério Skylab, com exceção de "Samba Isquemia Noise", por Skylab e Marlos Salustiano; "É Tudo Atonal", "Dá um Beijo na Boca Dele" e "Eu Vou Dizer", por Skylab e Zé Felipe; e "O Mundo Tá Sempre Girando", por Skylab e Maurício Pereira. 
| N.º | Título                                               | Duração |  |
| 1.  | "Qual Foi o Lucro Obtido?"                           | 2:10    |  |
| 2.  | "Há Quanto Tempo?"                                   | 4:15    |  |
| 3.  | "Quanto Mais Saúde Eu Morro"                         | 2:25    |  |
| 4.  | "Samba Isquemia Noise"                               | 6:27    |  |
| 5.  | "Corpo e Membro sem Cabeça"                          | 5:37    |  |
| 6.  | "Eu Chupo o Meu Pau"                                 | 8:02    |  |
| 7.  | "É Tudo Atonal"                                      | 1:39    |  |
| 8.  | "Dá um Beijo na Boca Dele"                           | 4:03    |  |
| 9.  | "Chove Chuva na Minha Cabeça"                        | 3:17    |  |
| 10. | "A Irmã da Minha Mulher"                             | 5:25    |  |
| 11. | "Ei, Moço, Já Matou uma Velhinha Hoje?"              | 1:24    |  |
| 12. | "Eu Vou Dizer"                                       | 6:23    |  |
| 13. | "Vou, Vou, Vou"                                      | 5:52    |  |
| 14. | "O Primeiro Tapa É Meu"                              | 2:27    |  |
| 15. | "Desperdício de Tudo"                                | 5:18    |  |
| 16. | "A Última Valsa"                                     | 3:35    |  |
| 17. | "As Asas de um Anjo"                                 | 6:38    |  |
| 18. | "O Mundo Tá Sempre Girando" (part. Maurício Pereira) | 3:15    |  |

## Créditos
- Rogério Skylab – vocais, produção
- Maurício Pereira – voz adicional, saxofone (faixa 18)
- Alex Curi – baixo
- Alexandre Guichard – violão
- Bruno Coelho – bateria
- Thiago Amorim – guitarra
- Vânius Marques – mixagem
- Luiz Tornaghi – masterização
- Solange Venturi – fotografia
- Carlos Mancuso – arte de capa